# Blessed by a Broken Heart
I Blessed by a Broken Heart (spesso indicati con l'acronimo BBABH) sono un gruppo musicale christian metalcore formatosi a Montréal, Canada, nel 2003, attualmente senza contratto.

## Storia
Il loro primo disco, All Is Fair In Love and War, uscito per Blood & Ink Records in 2004, era caratterizzato da una forte componente metalcore, e venne bollato da varie riviste come assolutamente privo di originalità.
Nel 2005 però, con l'entrata di Shred Sean, chitarrista shredder di NYC, la band comincia ad inserire nel proprio sound caratteristiche vicine all'hair metal anni'80, ispirandosi a gruppi come Mötley Crüe, Kiss e Europe. L'anno dopo, per la prima volta il gruppo approda in Gran Bretagna di supporto agli Enter Shikari, facendo sold out a tutte le date del tour.
Nel gennaio 2007, dopo l'entrata dell'istrionico Tony Gambino, firmano con la Century Media, e con il produttore GGarth Richardson e il tecnico del suono Ben Kaplan, registrano ciò che sarebbe divenuto Pedal to the Metal, andando nel frattempo in tour negli Stati Uniti con The Devil Wears Prada, A Day to Remember e Mychildren Mybride, poi ancora con Kittie, It Dies Today, Silent Civilian, e Bring Me the Horizon, toccando di nuovo l'Europa a inizio 2008 con Bring Me the Horizon, Maroon e Architects.
Pedal to the Metal viene pubblicato ben sedici mesi dopo la sua registrazione, ed è accolto benissimo sia dalla critica che dal pubblico. Il sound è radicalmente cambiato rispetto al primo disco, caratterizzato sempre da voce screamo e breakdown tipici del metalcore, ma uniti a cori, riffs e melodie che riportano alla memoria li metal anni ottanta, il tutto condito da pesanti inserti elettronici.
La band è impegnata sempre più spesso in tour sia sul territorio americano che europeo, e nel 2009 tocca per la prima volta il suolo giapponese con Maximum the Hormone e Bring Me the Horizon, l'Australia con un tour da headliner e arriva a suonare al popolare Loud Park Festival al Makuhari Messe di Chiba, Giappone con, fra gli altri, Megadeth, Judas Priest e Steel Panther.
Successivamente la band annuncia la rottura con la Century Media Records, annunciando via Twitter un tour primaverile europeo che toccherà le maggiori città, tra le quali Milano.
Casey Jones e Rex Krueger, rispettivamente chitarrista e tastierista lasciano la band nello stesso anno e come chitarrista ritmico viene scelto Sam 'Ryder' Robinson (componente dei The Morning After). Il tour viene ultimato senza tastierista.
A fine 2010 viene annunciato un nuovo album che vedrà la luce nel 2011.
Il chitarrista Sam entra di fatto a far parte della band, registrando il nuovo album nel periodo tra aprile e giugno 2010.
Dopo aver raggiunto una formazione stabile la band ottiene un contratto con la Tooth & Nails Records e si mette al lavoro per il prosieguo di Pedal to the Metal.
A ottobre 2011 esce in free downloading la canzone Deathwish che anticipa di fatto il nuovo album Feel The Power.
Il 12 gennaio viene messo in rete il nuovo video, Forever, che diventa il primo singolo del nuovo album.
Il disco vede la luce il 24 gennaio 2012 e si piazza alla posizione numero 4 degli album Metal più scaricati da iTunes.

## Formazione

### Formazione attuale
- Sam 'Ryder' Robinson - vocechitarra (2010-present)
- Sean Michael Maier "Shred Sean" - chitarra (2005-present)
- Tyler Hoare - basso (2003-present)
- Ian "Slater" Evans - batteria, synth (2008-present)

### Ex componenti e turnisti
- Tony Gambino - voce(2007- 2012)
- Casey Jones - chitarra (2008-2010)
- Rex Krueger - tastiere (2009- 2010)
- Simon Foxx - chitarra, tastiere (2003-2008)
- Robbie Hart - chitarra (2003-2008), back-up vocals
- Jon Cline - voce (2006-2007)
- Matt Kirk - voce (2005-2006)
- Hugh Charron - voce (2003-2005)
- Joel Sauvé - basso (2003-2005)
- Frank Shooflar - batteria (2003-2008)

## Discografia
- 2004 - All Is Fair in Love and War
- 2008 - Pedal to the Metal
- 2012 - Feel the Power